# José Enrique Arrarás
José Enrique Arrarás Mir (Mayagüez, 25 de septiembre de 1937) es un abogado, político y deportista puertorriqueño.

## Educación
Arrarás cursó estudios primarios y secundarios en la Academia de la Inmaculada Concepción en Mayagüez y en la Academia de Mercersburg en el estado estadounidense de Pensilvania.
Obtuvo un bachillerato (o grado) en Relaciones Públicas e Internacionales Magna Cum Laude en la Universidad de Princeton en 1959. Como becado del Programa Fulbright en el Reino Unido, hizo un posgrado en Problemas políticos, económicos y sociales de países subdesarrollados tanto en la Universidad Victoria de Mánchester como en la Universidad de Oxford.
Una vez retornado a Puerto Rico, obtiene su Licenciatura en Derecho Magna Cum Laude y Valedictorian en la Universidad de Puerto Rico (UPR) en 1963. Se recibió de Doctor en Derecho Civil Magna Cum Laude en la Universidad de Santiago de Compostela en España en 1971.
Tiene un Doctorado Honoris Causa otorgado por la Universidad del Mundo.

## Servicio público en la Universidad de Puerto Rico
Arrarás inició sus labores como asistente especial del Canciller Jaime Benítez de la UPR en 1962, antes de graduarse en la Escuela de Derecho. Impartió cátedra de derecho en la Escuela de Derecho de la Universidad de Puerto Rico luego de obtener su grado en 1963, while remaining the Chancellor's trusted aide until 1964, when he began a two-year stint as the UPR Río Piedras Campus Dean of Administration and Acting Chancellor. As Benítez moved on to become the institution's first system-wide President, Arrarás served as the first Chancellor of the University of Puerto Rico's Mayagüez Campus for over 5 years, from 1966 to 1971.
Años más tarde enseñaría en la Escuela de Derecho de la Universidad Interamericana de Puerto Rico.

## Vida política
Luego de postularse sin éxito por el Partido Popular Democrático para la alcaldía de San Juan en 1972, Arrarás fue designado en 1973 como secretario del recién creado Departamento de Hacienda por Rafael Hernández Colón, gobernador entrante, cargo que conservó hasta 1976, cuando volvió a aspirar a ser alcalde de la ciudad capital, siendo nuevamente derrotado, esta vez por Hernán Padilla.

## Vida profesional y privada
Como abogado José Enrique Arrarás laboró como socio mayoritario en el bufete de abogados Goldman Antonnetti de 1989 a 1992 y actualmente trabaja en la firma Castellanos en San Juan.[actualizar] Está casado con la Representante Brenda López de Arrarás y es padre de siete hijos: María Celeste, Astrid, José Enrique, Patricia, Gabriel Enrique, Enrique Antonio e Isabel Celeste. 
En 2008, Brenda López, su esposa, fue elegida legisladora para la Cámara de Representantes Puerto Rico.
José Enrique Arrarás, así también como Charytín Goyco, son tataranietos de Justo Goyco Cebollero padre, hermano del ilustre puertorriqueño Pedro Goyco Cebollero, por lo que estos son primos terceros.

## Publicaciones
Sus escritos incluyen las siguientes publicaciones:
- “Judicial Attitudes and Amendments to the Compact”, Revista Jurídica de la Universidad de Puerto Rico, Vol. XXXI (1962)pp. 65–78.
- “Spontaneous Manifestations, Objections and the First Opportunity Doctrine”. Pueblo vs. Oquendo. 83 D.P.R. 234 (1961).
- Revista Jurídica de la Universidad de Puerto Rico, Vol. XXXII, Núm. 1 (1963), pp. 141–150 “The Insanes’ capacity to Contract”.
- Revista Jurídica de la Universidad de Puerto Rico, Vol. XXXII, Núm. 1 (1963) pp. 69–80 “Consensual Marriage in the United States of America”.
- Revista Estudios de Derechos, (República de Colombia), Vol. 63 (1963) pp. 53–62 “Concubinage in Latin America”.
- Journal of Family Law, Vol. 3, No. 2, pp. 330–339 (1963) .
- “A note on Free Union in Latin American”, Marriage and Family Living”, 1964
- “The Commonwealth Concept”, oral presentation made at the Second Conference of Caribbean Scholars, in the University of Western Indians, (Kingston, Jamaica). Published by Instituto de Estudios del Caribe de la Universidad de Puerto Rico. (1965) .
- Doctoral Thesis: “El Derecho Matrimonial Puertorriqueño”